# Belmont-sur-Rance
Belmont-sur-Rance è un comune francese di 1 042 abitanti situato nel dipartimento dell'Aveyron nella regione dell'Occitania.

## Società

### Evoluzione demografica
Abitanti censiti